# Liste der Kulturdenkmale in Weilimdorf

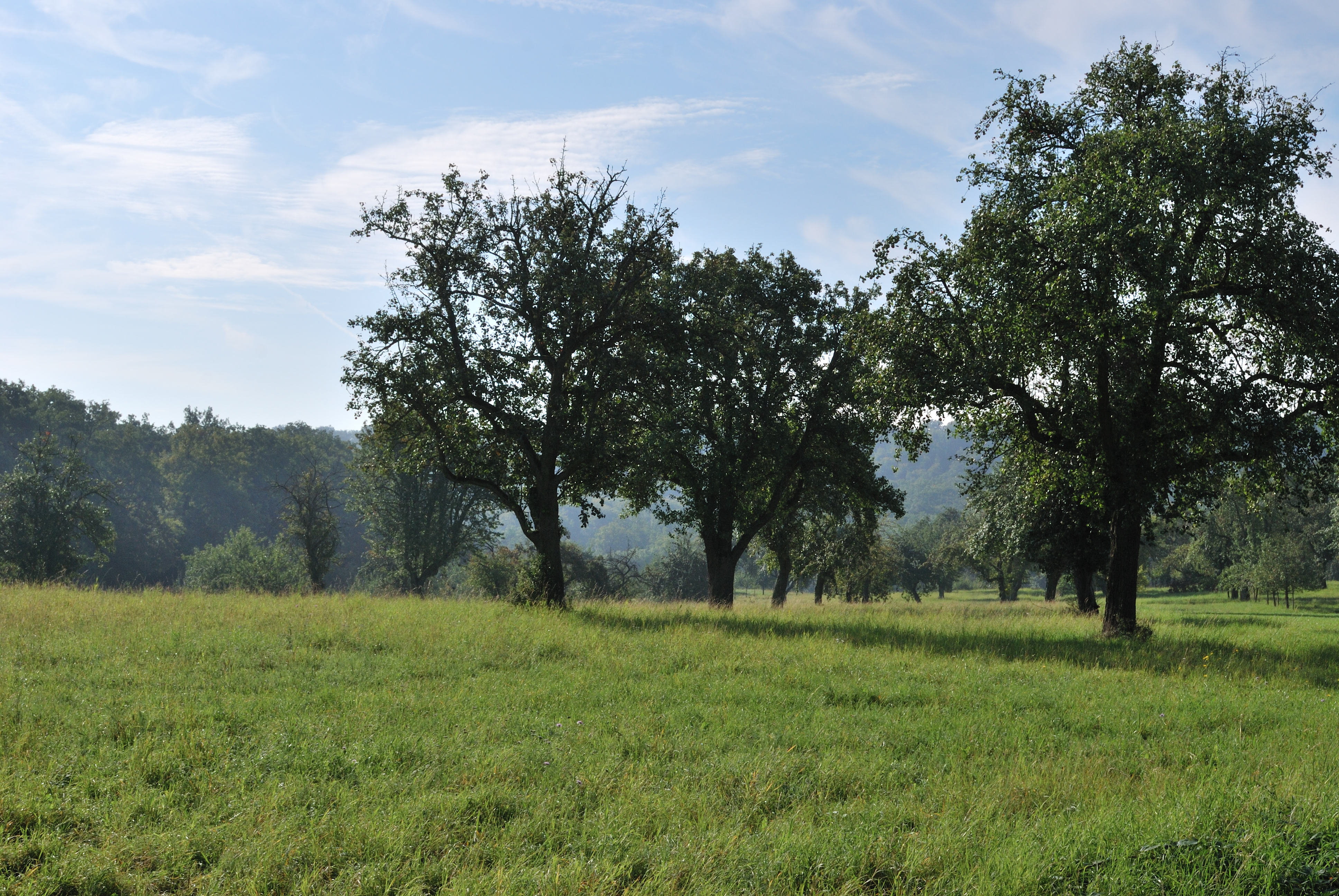
Obstwiese im Greutterwald

In der Liste der Kulturdenkmale in Weilimdorf sind alle unbeweglichen Bau- und Kunstdenkmale in Weilimdorf aufgelistet, die in der Liste der Kulturdenkmale. Unbewegliche Bau- und Kunstdenkmale der Unteren Denkmalschutzbehörde für diesen Stadtbezirk Stuttgarts verzeichnet sind. Stand dieser Liste ist der 25. April 2008.
Diese Liste ist nicht rechtsverbindlich. Eine rechtsverbindliche Auskunft ist lediglich auf Anfrage bei der Unteren Denkmalschutzbehörde der Stadt Stuttgart erhältlich.

## Allgemein
- Bild: Zeigt ein ausgewähltes Bild aus Commons, „Weitere Bilder“ verweist auf die Bilder im Medienarchiv Wikimedia Commons.
- Bezeichnung: Nennt den Namen, die Bezeichnung oder die Art des Kulturdenkmals.
- Lage: Straßenname und Hausnummer oder Flurstücknummer des Kulturdenkmals, gegebenenfalls auch den Ortsteil. Die Grundsortierung der Liste erfolgt nach dieser Adresse. Der Link (Karte) führt zu verschiedenen Kartendiensten mit der Position des Kulturdenkmals. Fehlt dieser Link, wurden die Koordinaten noch nicht eingetragen. Sind diese bekannt, können sie über ein Tool mit einer Kartenansicht einfach nachgetragen werden. In dieser Kartenansicht sind Kulturdenkmale ohne Koordinaten mit einem roten bzw. orangen Marker dargestellt und können durch Verschieben auf die richtige Position in der Karte mit Koordinaten versehen werden. Kulturdenkmale ohne Bild sind an einem blauen bzw. roten Marker erkennbar.
- Datierung: Baubeginn, Fertigstellung, Datum der Erstnennung oder grobe zeitliche Einordnung entsprechend des Eintrags in der zuständigen Denkmaldatenbank (Landesamt für Denkmalpflege Baden-Württemberg).
- Beschreibung: Kurzcharakteristik des Kulturdenkmals.

## Kulturdenkmale im Stadtbezirk Weilimdorf

### Weilimdorf
| Bild           | Bezeichnung | Lage | Datierung                                                                                                | Beschreibung | ID |
| -------------- | --- | --- | --- | --- | -- |
| Weitere Bilder | Evangelische Pfarrkirche St. Oswald mit ummauertem Friedhof und Gefallenen-Denkmal (Sachgesamtheit)                     | Ditzinger Str. 1 (Karte)                                                                                           | 1300–1400, 1400–1600, 1918–1922                                                                          | Gotik Geschützt nach § 12 DSchG                                                                                           |    |
| Weitere Bilder | Altes Rathaus | Ditzinger Str. 5 (Karte)                                                                                           | 1551, 1864                                                                                               | Klassizismus Geschützt nach § 2 DSchG                                                                                     |    |
|                | Ehemaliges Evangelisches Pfarrhaus mit Gartenhäuschen und Gartenmauer (Sachgesamtheit)                                  | Ditzinger Str. 7 (Karte)                                                                                           | 1700–1750, 1827–1860                                                                                     | Barock, Klassizismus Geschützt nach § 2 DSchG                                                                             |    |
|                | Ehemaliges Evangelisches Pfarrhaus (Teil der Sachgesamtheit)                                                            | Ditzinger Str. 7 (Karte)                                                                                           | 1700–1750, 1827–1860                                                                                     | Barock, Klassizismus Geschützt nach § 2 DSchG                                                                             |    |
|                | Ehemalige Vogtei der Universität Tübingen, genannt Die Linde                                                            | Ditzinger Str. 19 (Karte)                                                                                          | 1716 | Barock Geschützt nach § 2 DSchG                                                                                           |    |
|                | Ummauerter Friedhof (Teil der Sachgesamtheit Evangelische Pfarrkirche St. Oswald)                                       | Ditzinger Str. Flst.Nr. 205 (Karte)                                                                                | | Geschützt nach § 2 DSchG                                                                                                  | BW |
| Weitere Bilder | Gefallenen-Denkmal (Teil der Sachgesamtheit Evangelische Pfarrkirche St. Oswald)                                        | Ditzinger Str. Flst.Nr. 205 (Karte)                                                                                | 1918–1922                                                                                                | Homberger Fritz; Brüllmann, Künstler Geschützt nach § 2 DSchG                                                             |    |
|                | Wohnhaus des Fasanenmeisters mit Räumen für den Hof nebst der ostseitig anstoßenden Brutstube                           | Fasanerie 1 (Karte)                                                                                                | 1817–1840                                                                                                | Klassizismus, Zanth Karl Ludwig W. Geschützt nach § 2 DSchG                                                               | BW |
|                | Scheune | Fasanerie 1 A (Karte)                                                                                              | 1817–1840                                                                                                | Klassizismus, Zanth Karl Ludwig W. Geschützt nach § 2 DSchG                                                               | BW |
|                | Jagdpavillon | Fasanerie 2 (Karte)                                                                                                | 1818 | Klassizismus, Zanth Karl Ludwig W. Geschützt nach § 12 DSchG                                                              |    |
|                | Fasanerie 1 und 1a sowie Flst.Nr. 6232: Fasangarten mit Fasaneriegebäuden, Sachgesamtheit mit Jagdpavillon, Fasanerie 2 | Fasanerie; Flst.Nr. 6232, 6236 und 6237 (Karte)                                                                    | 1765, 1818, 1817–1840                                                                                    | Barock, Klassizismus, Fischer R.F.H., Hofarchitekt Geschützt nach § 2 DSchG                                               | BW |
|                | Ehemaliges Gasthaus zum Ritter nebst Scheune (Sachgesamtheit)                                                           | Glemsgaustr. 2, Solitudestr. 227, 227a (Karte)                                                                     | 1767 | Barock Geschützt nach § 2 DSchG                                                                                           |    |
|                | Schulhaus, genannt Seelachschule                                                                                        | Glemsgaustr. 6 (Karte)                                                                                             | 1888 | Historismus - Neorenaissance Geschützt nach § 2 DSchG                                                                     |    |
|                | Ehemaliges Weinbauernhaus, zeitweilig Gasthaus zum Lamm                                                                 | Glemsgaustr. 38 (Karte)                                                                                            | 1603 | Geschützt nach § 2 DSchG                                                                                                  |    |
|                | Ehemaliges Weinbauernhaus                                                                                               | Glemsgaustr. 40 (Karte)                                                                                            | 1641 | Geschützt nach § 2 DSchG                                                                                                  |    |
|                | Ehemaliges Amtshaus der Tübinger Universitätspflege nebst Scheune (Sachgesamtheit)                                      | Glemsgaustr. 42, 42/1 (Karte)                                                                                      | 1813–1814, 1881                                                                                          | Amtshaus: Klassizismus; Scheune: Historismus, Arnold, Baumeister; Schweizer Josef, Zimmermeister Geschützt nach § 2 DSchG | BW |
|                | Amtshaus | Glemsgaustr. 42 (Karte)                                                                                            | 1813–1815                                                                                                | Klassizismus Geschützt nach § 2 DSchG                                                                                     |    |
|                | Ehemaliges Bauernhaus, zeitweilig Gasthaus zum Ochsen                                                                   | Glemsgaustr. 46 (Karte)                                                                                            | 1698 | Geschützt nach § 2 DSchG                                                                                                  |    |
|                | Bauernhaus mit Scheune (Sachgesamtheit)                                                                                 | Glemsgaustr. 48, 48A (Karte)                                                                                       | 1500–1700, 1700–1710, Scheune: 1846 (Klassizismus)                                                       | Barock Geschützt nach § 2 DSchG                                                                                           | BW |
|                | Bauernhaus (Teil der Sachgesamtheit)                                                                                    | Glemsgaustr. 48 (Karte)                                                                                            | 1500–1700, 1700–1710, Scheune: 1846 (Klassizismus)                                                       | Barock Geschützt nach § 2 DSchG                                                                                           |    |
|                | Ehemaliges Bauernhaus nebst Backhäuschen oder Stallgebäude (Sachgesamtheit)                                             | Glemsgaustr. 51, 53, 53/2 (Karte)                                                                                  | 1600 | Barock Geschützt nach § 2 DSchG                                                                                           | BW |
|                | Ehemaliges Weinbauernhaus                                                                                               | Glemsgaustr. 56 (Karte)                                                                                            | 1608 | Barock Geschützt nach § 2 DSchG                                                                                           |    |
|                | Ehemaliges Weinbauernhaus                                                                                               | Glemsgaustr. 58 (Karte)                                                                                            | 1608 | Barock Geschützt nach § 2 DSchG                                                                                           |    |
|                | Ehemaliges Bauernhaus                                                                                                   | Glemsgaustr. 60 (Karte)                                                                                            | 1722 | Barock Geschützt nach § 2 DSchG                                                                                           |    |
|                | Ehemaliges Haus Schreiber                                                                                               | Grefstr. 75 (Karte)                                                                                                | 1934 | Heimatstil 1920–1945, Mayer Hannes Geschützt nach § 2 DSchG                                                               | BW |
|                | Wolfbusch-Schule | Köstlinstr. 76 (Karte)                                                                                             | 1935–1936                                                                                                | Heimatstil 1920–1945, Schwaderer, Rosenfelder Fritz, Pilzecker Geschützt nach § 2 DSchG                                   |    |
|                | Wohnhaus und Scheune (Sachgesamtheit Ehemaliges Gasthaus zum Ritter St. Georg nebst Scheune)                            | Solitudestr. 227, 227A (Karte)                                                                                     | 1789, 1798                                                                                               | Barock Geschützt nach § 2 DSchG                                                                                           |    |
|                | Wohnhaus (Teil der Sachgesamtheit Ehemaliges Gasthaus zum Ritter St. Georg nebst Scheune)                               | Solitudestr. 227 (Karte)                                                                                           | 1789, 1798                                                                                               | Barock Geschützt nach § 2 DSchG                                                                                           | BW |
|                | Scheune (Teil der Sachgesamtheit Ehemaliges Gasthaus zum Ritter St. Georg nebst Scheune)                                | Solitudestr. 227 A (Karte)                                                                                         | 1798 | Barock Geschützt nach § 2 DSchG                                                                                           | BW |
|                | Landhaus mit Atelieranbau                                                                                               | Tachensee 1 (Karte)                                                                                                | 1862 | Historismus - Landhausstil Geschützt nach § 2 DSchG                                                                       | BW |
|                | Steinerne Ruhbank an der Lindentalbrücke                                                                                | Weilimdorf 1480 0 5828 2 (Karte)                                                                                   | 1729 | Historismus - Landhausstil Geschützt nach § 2 DSchG                                                                       |    |
|                | 75 Grenzsteine verschiedenster Art zwischen Weilimdorf und Nachbargemarkungen                                           | Ohne Adresse | Einige Grenzsteine mit Datierung: Nachfolgend sind eine Reihe von fotografierten Grenzsteinen angeführt. | Geschützt nach § 2 DSchG                                                                                                  |    |
|                | Ein Grenzstein zwischen Weilimdorf und Nachbargemarkung                                                                 | Provisorische Adresse: Steiler Stich                                                                               | | Geschützt nach § 2 DSchG                                                                                                  |    |
|                | Ein Grenzstein zwischen Weilimdorf und Nachbargemarkung                                                                 | Provisorische Adresse: Möglinger Stellenrain                                                                       | | Geschützt nach § 2 DSchG                                                                                                  |    |
|                | Ein Grenzstein zwischen Weilimdorf und Nachbargemarkung                                                                 | Provisorische Adresse: Möglinger Stellenrain                                                                       | | Geschützt nach § 2 DSchG                                                                                                  |    |
|                | Ein Grenzstein zwischen Weilimdorf und Nachbargemarkung                                                                 | Provisorische Adresse: Möglinger Stellenrain                                                                       | | Geschützt nach § 2 DSchG                                                                                                  |    |
|                | Ein Grenzstein zwischen Weilimdorf und Nachbargemarkung                                                                 | Provisorische Adresse: Möglinger Stellenrain                                                                       | | Geschützt nach § 2 DSchG                                                                                                  |    |
|                | Ein Grenzstein zwischen Weilimdorf und Nachbargemarkung                                                                 | Provisorische Adresse: Möglinger Stellenrain                                                                       | | Geschützt nach § 2 DSchG                                                                                                  |    |
|                | Ein Grenzstein zwischen Weilimdorf und Nachbargemarkung                                                                 | Provisorische Adresse: Möglinger Stellenrain                                                                       | | Geschützt nach § 2 DSchG                                                                                                  |    |
|                | Ein Grenzstein zwischen Weilimdorf und Nachbargemarkung                                                                 | Provisorische Adresse: Möglinger Stellenrain                                                                       | | Geschützt nach § 2 DSchG                                                                                                  |    |
|                | Ein Grenzstein zwischen Weilimdorf und Nachbargemarkung                                                                 | Provisorische Adresse: Möglinger Stellenrain                                                                       | | Geschützt nach § 2 DSchG                                                                                                  |    |
|                | Ein Grenzstein zwischen Weilimdorf und Nachbargemarkung                                                                 | Provisorische Adresse: Möglinger Stellenrain                                                                       | | Geschützt nach § 2 DSchG                                                                                                  |    |
|                | Ein Grenzstein zwischen Weilimdorf und Nachbargemarkung                                                                 | Provisorische Adresse: Möglinger Stellenrain                                                                       | | Geschützt nach § 2 DSchG                                                                                                  |    |
|                | Ein Grenzstein zwischen Weilimdorf und Nachbargemarkung                                                                 | Provisorische Adresse: Möglinger Stellenrain                                                                       | | Geschützt nach § 2 DSchG                                                                                                  |    |
|                | Ein Grenzstein zwischen Weilimdorf und Nachbargemarkung                                                                 | Provisorische Adresse: Möglinger Stellenrain                                                                       | | Geschützt nach § 2 DSchG                                                                                                  |    |
|                | Ein Grenzstein zwischen Weilimdorf und Nachbargemarkung                                                                 | Provisorische Adresse: Im Greutterwald, zwischen Hornsträßle und Korntaler Weg                                     | | Geschützt nach § 2 DSchG                                                                                                  |    |
|                | Ein Grenzstein zwischen Weilimdorf und Nachbargemarkung                                                                 | Provisorische Adresse: Im Greutterwald, zwischen Hornsträßle und Korntaler Weg                                     | | Geschützt nach § 2 DSchG                                                                                                  |    |
|                | Ein Grenzstein zwischen Weilimdorf und Nachbargemarkung                                                                 | Provisorische Adresse: Im Greutterwald, zwischen Hornsträßle und Korntaler Weg                                     | | Geschützt nach § 2 DSchG                                                                                                  |    |
|                | Ein Grenzstein zwischen Weilimdorf und Nachbargemarkung                                                                 | Provisorische Adresse: Im Greutterwald, zwischen Hornsträßle und Korntaler Weg                                     | | Geschützt nach § 2 DSchG                                                                                                  |    |
|                | Ein Grenzstein zwischen Weilimdorf und Nachbargemarkung                                                                 | Provisorische Adresse: Im Greutterwald, zwischen Hornsträßle und Korntaler Weg                                     | | Geschützt nach § 2 DSchG                                                                                                  |    |
|                | Ein Grenzstein zwischen Weilimdorf und Nachbargemarkung                                                                 | Provisorische Adresse: Im Greutterwald, zwischen Hornsträßle und Korntaler Weg                                     | | Geschützt nach § 2 DSchG                                                                                                  |    |
|                | Ein Grenzstein zwischen Weilimdorf und Nachbargemarkung                                                                 | Provisorische Adresse: Im Greutterwald, zwischen Hornsträßle und Korntaler Weg                                     | | Geschützt nach § 2 DSchG                                                                                                  |    |
|                | Ein Grenzstein zwischen Weilimdorf und Nachbargemarkung                                                                 | Provisorische Adresse: Im Greutterwald, zwischen Hornsträßle und Korntaler Weg                                     | | Geschützt nach § 2 DSchG                                                                                                  |    |
|                | Ein Grenzstein zwischen Weilimdorf und Nachbargemarkung                                                                 | Provisorische Adresse: Im Greutterwald, zwischen Hornsträßle und Korntaler Weg                                     | | Geschützt nach § 2 DSchG                                                                                                  |    |
|                | Ein Grenzstein zwischen Weilimdorf und Nachbargemarkung                                                                 | Provisorische Adresse: Im Greutterwald, zwischen Hornsträßle und Korntaler Weg                                     | | Geschützt nach § 2 DSchG                                                                                                  |    |
|                | Ein Grenzstein zwischen Weilimdorf und Nachbargemarkung                                                                 | Provisorische Adresse: Im Greutterwald, zwischen Hornsträßle und Korntaler Weg                                     | | Geschützt nach § 2 DSchG                                                                                                  |    |
|                | Ein Grenzstein zwischen Weilimdorf und Nachbargemarkung                                                                 | Provisorische Adresse: Im Greutterwald, zwischen Hornsträßle und Korntaler Weg                                     | | Geschützt nach § 2 DSchG                                                                                                  |    |
|                | Ein Grenzstein zwischen Weilimdorf und Nachbargemarkung                                                                 | Provisorische Adresse: Im Greutterwald, zwischen Hornsträßle und Korntaler Weg                                     | | Geschützt nach § 2 DSchG                                                                                                  |    |
|                | Ein Grenzstein zwischen Weilimdorf und Nachbargemarkung                                                                 | Provisorische Adresse: Im Greutterwald, zwischen Hornsträßle und Korntaler Weg                                     | | Geschützt nach § 2 DSchG                                                                                                  |    |
|                | Ein Grenzstein zwischen Weilimdorf und Nachbargemarkung                                                                 | Provisorische Adresse: Im Greutterwald, zwischen Hornsträßle und Korntaler Weg                                     | | Geschützt nach § 2 DSchG                                                                                                  |    |
|                | Ein Grenzstein zwischen Weilimdorf und Nachbargemarkung                                                                 | Provisorische Adresse: Im Greutterwald, zwischen Hornsträßle und Korntaler Weg                                     | | Geschützt nach § 2 DSchG                                                                                                  |    |
|                | Ein Grenzstein zwischen Weilimdorf und Nachbargemarkung                                                                 | Provisorische Adresse: Im Greutterwald, zwischen Hornsträßle und Korntaler Weg                                     | | Geschützt nach § 2 DSchG                                                                                                  |    |
|                | Ein Grenzstein zwischen Weilimdorf und Nachbargemarkung                                                                 | Provisorische Adresse: Im Greutterwald, zwischen Hornsträßle und Korntaler Weg                                     | | Geschützt nach § 2 DSchG                                                                                                  |    |
|                | Ein Grenzstein zwischen Weilimdorf und Nachbargemarkung                                                                 | Provisorische Adresse: Im Greutterwald, zwischen Hornsträßle und Korntaler Weg                                     | | Geschützt nach § 2 DSchG                                                                                                  |    |
|                | Ein Grenzstein zwischen Weilimdorf und Nachbargemarkung                                                                 | Provisorische Adresse: Im Greutterwald, zwischen Hornsträßle und Korntaler Weg                                     | | Geschützt nach § 2 DSchG                                                                                                  |    |
|                | Ein Grenzstein zwischen Weilimdorf und Nachbargemarkung                                                                 | Provisorische Adresse: Im Greutterwald, zwischen Hornsträßle und Korntaler Weg                                     | | Geschützt nach § 2 DSchG                                                                                                  |    |
|                | Ein Grenzstein zwischen Weilimdorf und Nachbargemarkung                                                                 | Provisorische Adresse: Im Greutterwald, zwischen Hornsträßle und Korntaler Weg                                     | | Geschützt nach § 2 DSchG                                                                                                  |    |
|                | Ein Grenzstein zwischen Weilimdorf und Nachbargemarkung                                                                 | Provisorische Adresse: Im Greutterwald, zwischen Hornsträßle und Korntaler Weg                                     | | Geschützt nach § 2 DSchG                                                                                                  |    |
|                | Ein Grenzstein zwischen Weilimdorf und Nachbargemarkung                                                                 | Provisorische Adresse: Im Greutterwald, zwischen Hornsträßle und Korntaler Weg                                     | | Geschützt nach § 2 DSchG                                                                                                  |    |
|                | Ein Grenzstein zwischen Weilimdorf und Nachbargemarkung                                                                 | Provisorische Adresse: Im Greutterwald, zwischen Hornsträßle und Korntaler Weg                                     | | Geschützt nach § 2 DSchG                                                                                                  |    |
|                | Ein Grenzstein zwischen Weilimdorf und Nachbargemarkung                                                                 | Provisorische Adresse: Verlängerung der Goslarer Straße, am Hang zu den Grundstücken Hohengarten hin               | | Geschützt nach § 2 DSchG                                                                                                  |    |
|                | Ein Grenzstein zwischen Weilimdorf und Nachbargemarkung                                                                 | Provisorische Adresse: Verlängerung der Goslarer Straße, am Hang zu den Grundstücken Hohengarten hin               | | Geschützt nach § 2 DSchG                                                                                                  |    |
|                | Ein Grenzstein zwischen Weilimdorf und Nachbargemarkung                                                                 | Provisorische Adresse: Verlängerung der Goslarer Straße, am Hang zu den Grundstücken Hohengarten hin               | | Geschützt nach § 2 DSchG                                                                                                  |    |
|                | Ein Grenzstein zwischen Weilimdorf und Nachbargemarkung                                                                 | Provisorische Adresse: Verlängerung der Goslarer Straße, am Hang zu den Grundstücken Hohengarten hin               | | Geschützt nach § 2 DSchG                                                                                                  |    |
|                | Ein Grenzstein zwischen Weilimdorf und Nachbargemarkung                                                                 | Provisorische Adresse: Waldweg, der die Verbindung zwischen der Goslarer Straße und der Tachenbergstraße darstellt | | Geschützt nach § 2 DSchG                                                                                                  |    |
|                | Ein Grenzstein zwischen Weilimdorf und Nachbargemarkung                                                                 | Provisorische Adresse: Waldweg, der die Verbindung zwischen der Goslarer Straße und der Tachenbergstraße darstellt | | Geschützt nach § 2 DSchG                                                                                                  |    |
|                | Ein Grenzstein zwischen Weilimdorf und Nachbargemarkung                                                                 | Provisorische Adresse: Korntaler Weg, beim Tennisplatz                                                             | | Geschützt nach § 2 DSchG                                                                                                  |    |
|                | Ein Grenzstein zwischen Weilimdorf und Nachbargemarkung                                                                 | Provisorische Adresse: Ausgetrocknetes Bachbett am Rand des Greutterwaldes, parallel zum Korntaler Weg verlaufend  | | Geschützt nach § 2 DSchG                                                                                                  |    |

### Weilimdorf-Nord
| Bild | Bezeichnung                                                   | Lage         | Datierung                  | Beschreibung             | ID |
| ---- | ------------------------------------------------------------- | ------------ | -------------------------- | ------------------------ | -- |
|      | Heutiger Gemeindegrenzstein zwischen Weilimdorf und Korntal   | Ohne Adresse |                            | Geschützt nach § 2 DSchG |    |
|      | 6 heutige Gemeindegrenzsteine zwischen Weilimdorf und Korntal | Ohne Adresse | teilweise mit 1935 datiert | Geschützt nach § 2 DSchG |    |

### Bergheim
| Bild | Bezeichnung                                              | Lage                           | Datierung | Beschreibung                    | ID |
| ---- | -------------------------------------------------------- | ------------------------------ | --------- | ------------------------------- | -- |
|      | Ehemaliges Wohn- bzw. Pächterhaus des Unteren Hofes      | Am Bergheimer Hof 2 (Karte)    | 1500–1700 | Geschützt nach § 2 DSchG        |    |
|      | Ehemalige Scheune des Frühmeßhofs, dann des Unteren Hofs | Am Bergheimer Hof 7, 9 (Karte) | 1560–1714 | Barock Geschützt nach § 2 DSchG | BW |

### Giebel
| Bild           | Bezeichnung                                                                                      | Lage                       | Datierung | Beschreibung                                                                                                   | ID |
| -------------- | ------------------------------------------------------------------------------------------------ | -------------------------- | --------- | --- | -- |
| Weitere Bilder | Katholische Jesus-Christus-Salvator-Kirche mit Pfarreigebäuden und Kindergarten (Sachgesamtheit) | Giebelstr. 15, 15A (Karte) | 1955–1957 | Internationaler Stil ab 1950, Expressionismus, Herkommer Hans und Sohn Herkommer Jörg Geschützt nach § 2 DSchG |    |

### Wolfbusch
| Bild           | Bezeichnung | Lage                   | Datierung            | Beschreibung                                                                             | ID |
| -------------- | --- | ---------------------- | -------------------- | ---------------------------------------------------------------------------------------- | -- |
| Weitere Bilder | Evangelische Wolfbuschkirche                                                                                     | Im Wolfbusch 2 (Karte) | 1937–1938            | Heimatstil 1920–1945, Seytter Hans, Prof., Regierungsbaumeister Geschützt nach § 2 DSchG |    |
|                | 3 Gemarkungsgrenzsteine zwischen Weilimdorf und Solitude (ehemalige Waldgrenzsteine, Hirschbiegel und Vogelsang) | Ohne Adresse           |                      | Geschützt nach § 2 DSchG                                                                 |    |
|                | 18 Gemarkungs- und Waldgrenzsteine zwischen Weilimdorf und angrenzenden Gemeinden                                | Ohne Adresse           | einige mit Datierung | Geschützt nach § 2 DSchG                                                                 |    |